# نیکلاس ام. شنک
نیکلاس ام. شنک (زادهٔ ۱۴ نوامبر ۱۸۸۰، ریبینسک، فرمانداری یاروسلاول، امپراتوری روسیه - درگذشتهٔ ۴ مارس ۱۹۶۹، فلوریدا، ایالات متحده آمریکا) یک مدیر استودیوی فیلم و تاجر روسی-آمریکایی بود.
زندگی‌نامه
اوایل زندگی
شنک یکی از هفت فرزند یک خانوادهٔ یهودی بود که در ریبینسک، شهری در کنار رودخانهٔ ولگا در فرمانداری یاروسلاولِ روسیهٔ تزاری به دنیا آمد. او به همراه والدین و برادرانش، جورج و جوزف، در سال ۱۸۹۲ به ایالات متحده مهاجرت کردند و در یک خانهٔ اجاره‌ای در Lower East Side نیویورک ساکن شدند. سپس به هارلم نقل مکان کردند که جمعیت آن در آن زمان عمدتاً از مهاجران یهودی و ایتالیایی تشکیل شده بود.
پس از ورود به ایالات متحده، او و برادر بزرگترش جوزف به صورت تیمی به انجام پیک‌ها و فروش روزنامه مشغول بودند و شب‌ها در کالج داروسازی نیویورک تحصیل می‌کردند.
آنها بعداً شروع به کار در یک داروخانه در Bowery کردند. ظرف دو سال، آنها به اندازه کافی پول پس‌انداز کرده بودند تا صاحب داروخانه را بخرند و یک فروشگاه دیگر در خیابان سوم در خیابان ۱۱۰ افتتاح کردند و جستجوی سرمایه‌گذاری‌های تجاری دیگر را آغاز کردند.
حرفه
یک روز تابستانی، شنک‌ها با تراموا به پارک تفریحی فورت جورج در شمال منهتن رفتند و متوجه شدند که هزاران نفر بی‌کارانه در اطراف پرسه می‌زنند و منتظر قطارهای برگشت هستند. برادران یک امتیاز آبجو اجاره کردند و همچنین مقداری سرگرمی وودویل فراهم کردند. در همین زمان بود که شنک‌ها با مارکوس لو، یک اپراتور سینما، آشنا شدند. لو آنها را متقاعد کرد که دو سالن سینما بخرند و برادران شروع به همکاری با لو در تجارت سینما کردند. بین تقریباً سال‌های ۱۹۰۷ و ۱۹۱۹، آنها در املاک و مستغلات برای nickelodeons، وودویل و در نهایت تصاویر متحرک دوباره سرمایه‌گذاری کردند.
در سال ۱۹۱۰، سینماهای شنک در Loew's Consolidated Enterprises گروه‌بندی شدند. لو، با مشاهده موفقیت برادران، سرمایه‌ای را به آنها پیشکش کرد و به آنها اجازه داد تا پارک تفریحی Palisades را در شهرستان برگن، نیوجرسی، مستقیماً در آن سوی رودخانه از منهتن، در سال ۱۹۱۰ خریداری کنند. این پارک تا سال ۱۹۷۱ فعال بود، اگرچه برادران سهام خود را در سال ۱۹۳۴ فروختند.
شنک در نهایت دست راست لو شد و به او در مدیریت آنچه به سرعت به یک زنجیره سینمایی وسیع تبدیل شد، کمک کرد. در سال ۱۹۱۹، شنک به عنوان معاون رئیس و مدیر کل Loew's Inc. منصوب شد.
جوزف به هالیوود نقل مکان کرد و در نهایت رئیس شرکت یونایتد آرتیستس شد. او به خرید مترو پیکچرز در سال ۱۹۲۰ و گلدوین پیکچرز در سال ۱۹۲۴ توسط لو کمک کرد تا سینماها را با محصول تأمین کند.
لو به زودی متوجه شد که به کسی در هالیوود نیاز دارد تا استودیوهایش را اداره کند. به نظر می‌رسید شنک انتخاب واضحی است، اما لو به این نتیجه رسید که به شنک در نیویورک برای کمک به اداره سینماها نیاز دارد. او استودیویی را به ریاست تهیه‌کننده مستقل لوئیس بی. مایر در سال ۱۹۲۴ خرید و منافع لو در هالیوود را در مترو-گلدوین-مایر با مایر به عنوان رئیس استودیو ادغام کرد. به دلایلی که هنوز ناشناخته است، مایر و شنک از یکدیگر متنفر بودند. مایر گفته می‌شود که در خلوت شنک را "آقای اسکانک" می‌نامید. این آغاز یک رابطهٔ پر تنش بود که تقریباً چهار دهه به طول انجامید.
در سال ۱۹۲۷، مارکوس لو به طور ناگهانی درگذشت و کنترل لو را به شنک سپرد. در سال ۱۹۲۹، ویلیام فاکس، رئیس استودیوی رقیب فاکس فیلم کورپوریشن، ترتیب خرید سهام کنترلی از شنک را داد. وقتی مایر از این فروش مطلع شد، خشمگین شد. اگرچه او معاون لو بود، اما سهامدار نبود و هیچ حرفی در این معامله نداشت. مایر به وزارت دادگستری رفت و از طریق ارتباطات سیاسی خود، موفق شد این معامله را به دلایل ضد انحصار متوقف کند.
اندکی بعد، در تابستان ۱۹۲۹، فاکس در یک تصادف رانندگی به شدت مجروح شد. تا زمانی که بهبود یافت، سقوط بازار سهام تقریباً ثروت او را از بین برده بود. شنک مایر را به خاطر از دست دادن میلیون‌ها دلار سرزنش کرد و این امر باعث شد که رابطهٔ از قبل سرد آنها بدتر شود. با این حال، به دلیل سقوط بازار سهام، معاملهٔ لو-فاکس حتی اگر وزارت دادگستری به این معامله برکت می‌داد، مرده بود.
تا سال ۱۹۳۲، شنک یک امپراتوری سرگرمی را اداره می‌کرد که شامل یک مدار سینمایی پر رونق و MGM بود. این شرکت، که شنک همچنان از نیویورک سیتی آن را از نزدیک اداره می‌کرد، ۱۲۰۰۰ نفر را استخدام کرده بود. شنک، با درخواست یک برنامهٔ تولید فشرده، با مایر و ایروینگ تالبرگ، که تا زمان مرگ زودهنگامش در سال ۱۹۳۶ رئیس تولید بود، تنش ایجاد کرد. با این وجود، به لطف مدیریت دقیق شنک، MGM موفق بود و به تنها شرکت فیلمی تبدیل شد که در طول رکود بزرگ به پرداخت سود سهام ادامه داد.
تحت رهبری شنک، استودیو تعداد زیادی فیلم تولید کرد و سیستم استودیویی به آن اجازه داد تا طیف گسترده‌ای از استعدادها را زیر سقف خود نگه دارد: لان چنی، جوآن کرافورد، گرتا گاربو، جین هارلو، والاس بیری، کلارک گیبل، میکی رونی، اسپنسر تریسی، کاترین هیپورن، جودی گارلند، رابرت تیلور، تیم جنت مک‌دونالد-نلسون ادی و بسیاری دیگر. حس تجاری ماهرانهٔ شنک او را به مردی ثروتمند تبدیل کرد. در سال ۱۹۲۷، گزارش شد که او و جوزف حدود ۲۰ میلیون دلار (تقریباً ۵۰۰ میلیون دلار به پول امروز، احتمالاً بیشتر) ارزش دارند و درآمد سالانهٔ ترکیبی آنها حداقل یک میلیون دلار است. طبق برخی برآوردها، نیکلاس شنک در طول دههٔ ۱۹۳۰ هشتمین فرد ثروتمند در ایالات متحده بود.
پس از جنگ جهانی دوم
اگرچه قدرت و اعتبار شنک پس از جنگ جهانی دوم به اوج خود رسیده بود، اما زمانه در حال تغییر بود، زیرا تلویزیون در افق ظاهر می‌شد. با این حال، مانند بسیاری از افراد در صنعت فیلم، شنک قاطعانه از درگیر شدن با رسانهٔ جدید خودداری کرد. در سال ۱۹۵۱، لوئیس بی. مایر بر سر موقعیت دور شاری در MGM با شنک اختلاف پیدا کرد و مایر مجبور به ترک استودیو شد.
در اواسط دهه، قیمت سهام MGM کاهش یافته بود و سهامداران بی‌قرار می‌شدند. در ۱۴ دسامبر ۱۹۵۵، آرتور ام. لو، پسر مارکوس لو، جانشین نیکلاس شنک به عنوان رئیس شرکت شد، اگرچه شنک همچنان رئیس هیئت مدیره باقی ماند. سال بعد، زمانی که آرتور لو به دلایل سلامتی استعفا داد، شنک بر خلاف سایر مدیران در تلاش برای تأمین رئیس جدید بود. وقتی جوزف آر. ووگل رئیس شد، شنک به عنوان رئیس افتخاری معرفی شد، اما بعداً در همان سال به طور کلی بازنشسته شد.
نیکلاس شنک سال‌های آخر عمر خود را بین املاک خود در Sands Point، لانگ آیلند و میامی بیچ تقسیم کرد. ملک اولی، که او در سال ۱۹۴۲ خریداری کرده بود، شامل یک ملک ۲۰ هکتاری (۸۱۰۰۰ متر مربع) با یک خانهٔ اصلی ۳۰ اتاقه بود که به طرز مجللی مبله شده بود. این ملک شامل یک سینمای خصوصی و یک اسکلهٔ ۲۰۰ فوتی بود.
زندگی شخصی
اولین ازدواج نیکلاس شنک به طلاق انجامید. در سال ۱۹۲۷، او با یک زن اجتماعی و سرگرم‌کنندهٔ سابق وودویل، پانسی ویلکاکس (۱۸۹۸–۱۹۸۷) ازدواج کرد که برادرش کارگردان فرد ام. ویلکاکس بود. خواهرش بازیگر روث سلوین (۱۹۰۵–۱۹۵۴)، همسر ادگار سلوین بود.
نیکلاس و پانسی سه دختر داشتند: مارتی، که با نام مارتی استیونز بازیگری می‌کرد، جوآن (متولد ۱ اوت ۱۹۳۲) و نیکولا (متولد ۱۳ دسامبر ۱۹۳۳ در نیویورک). نیکولا با بازیگر هلموت دانتین ازدواج کرد. آنها سه فرزند داشتند. او با نام نیکی دانتین بازیگری می‌کرد.
شنک صاحب و مسابقه‌دهندهٔ اسب‌های اصیل بود. مادیان او به نام Cobul، که با نام همسرش مسابقه می‌داد، برندهٔ مسابقات آستوریا در سال ۱۹۵۸ شد.
مرگ
شنک پس از سکته مغزی در فلوریدا در سال ۱۹۶۹ درگذشت.
1. ↑  "Nicholas Schenck". Wikipedia (به انگلیسی). 2024-06-25.